# Femme (profumo)
Femme è un profumo femminile della casa di moda francese Rochas.

## Storia
Originariamente nato a Parigi come regalo di nozze di Marcel Rochas per sua moglie Hélène, modella conosciuta nello studio di Paul Poiret, nel corso degli anni il profumo Femme Rochas è diventato uno dei prodotti più celebri del marchio Rochas. Marcel Rochas pensava che 
(Marcel Rochas)
La realizzazione del profumo fu affidata al "naso" di Edmond Roudnitzka, che con Femme mette la firma al suo primo lavoro importante. Negli anni successivi Roudnitzka creerà fragranze celebri come Eau di Hermès o l'Eau sauvage di Christian Dior. Caratterizzato da un bouquet fruttato-chypré, rivoluzionario per l'epoca, il profumo è anche noto per la sua celebre bottiglia dorata disegnata dallo stesso Rochas insieme a Marc Lalique, e realizzata da René Lalique  ed ispirata alla figura dell'attrice Mae West. Per la West, Rochas aveva disegnato una celebre guêpière, il cui motivo viene ripreso nella confezione del profumo . Per sottolineare l'idea di femminilità del profumo, la campagna pubblicitaria era caratterizzata da un volto in stile Botticelli.
Nei primi anni dalla sua creazione, a causa delle ristrettezze economiche dovute alla seconda guerra mondiale, Femme veniva venduto ad una clientela selezionata, attraverso circoli privati. Soltanto nel 1945, durante una mostra dedicata a Paul Poiret, Rochas presentò Femme al grande pubblico. Il profumo fu prodotto in maniera discontinua nel corso dei quaranta anni successivi. Nel 1989 Femme fu rilanciato in una nuova versione rielaborata da Oliver Cresp della Quest International, che diede maggior risalto alle note di terra della composizione.